# Maison de la musique mécanique et de la dentelle
La maison de la Musique mécanique et de la Dentelle est un musée ethnographique français situé à Mirecourt dans le département des Vosges. Fondé en 1996, il a d'abord accueilli une collection d'instruments de musique mécanique, complétée ultérieurement par celle d'un ancien musée consacré à la dentelle de Mirecourt, aujourd'hui fermé.

## Historique
S'appuyant sur une longue tradition de production instrumentale autour de la lutherie, Jacques Zimmermann, maire de Mirecourt de 1977 à 1999, fait l'acquisition en 1996 d'une collection d'instruments appartenant à un amateur du Finistère et ouvre un musée la même année.
En parallèle s'ouvre une maison de la Dentelle, avec le concours de l'association Renouveau et promotion de la dentelle de Mirecourt, créée en 1981. Des visites et des formations sont organisées. Tous les deux ans un couvige y réunit les dentellières de plusieurs pays. 
En 2012, la fermeture de la maison — d'abord présentée comme provisoire — est annoncée. Trop lourd à organiser, le couvige de Mirecourt est remplacé par un marché dentellier en 2018. L'association poursuit ses activités de formation et de promotion, mais les collections ont rejoint celles de la maison de la Musique mécanique, où un espace d'exposition leur est dédié.

## Collections

### Musique mécanique
Le musée conserve notamment la reconstitution d'un atelier de facteur d’orgues mécaniques, des instruments apparus au XVIIIe siècle (serinette, merline, perroquette, également un piano bastringue Dusart, un orchestrion Accordéo-Jazz, un piano mécanique Dance-Orchestra, le grand orgue de danse des frères Decap (nl) à Anvers et de nombreux autres instruments anciens ou modernes.

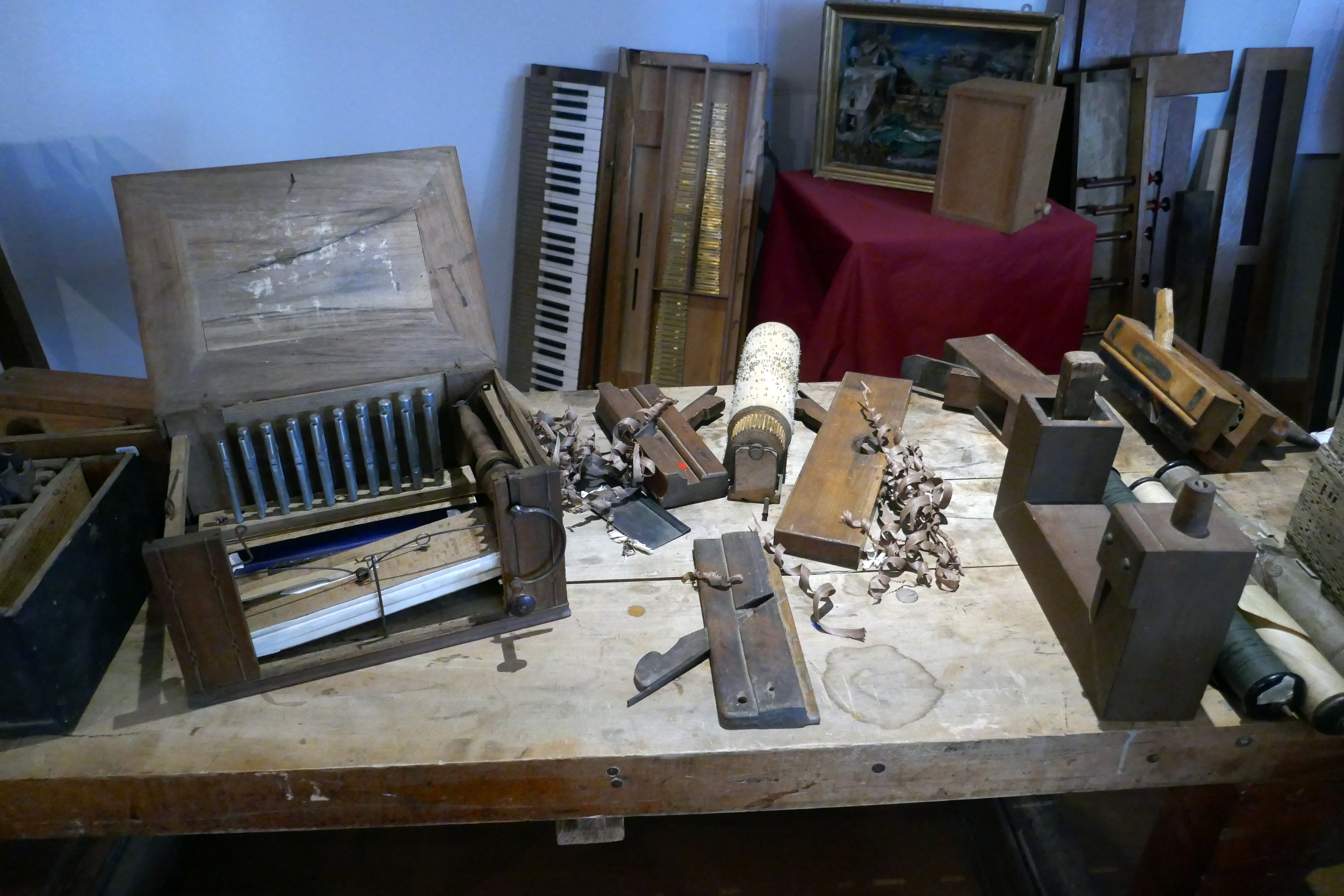
Reconstitution d'un atelier de facteur d'orgues mécaniques.
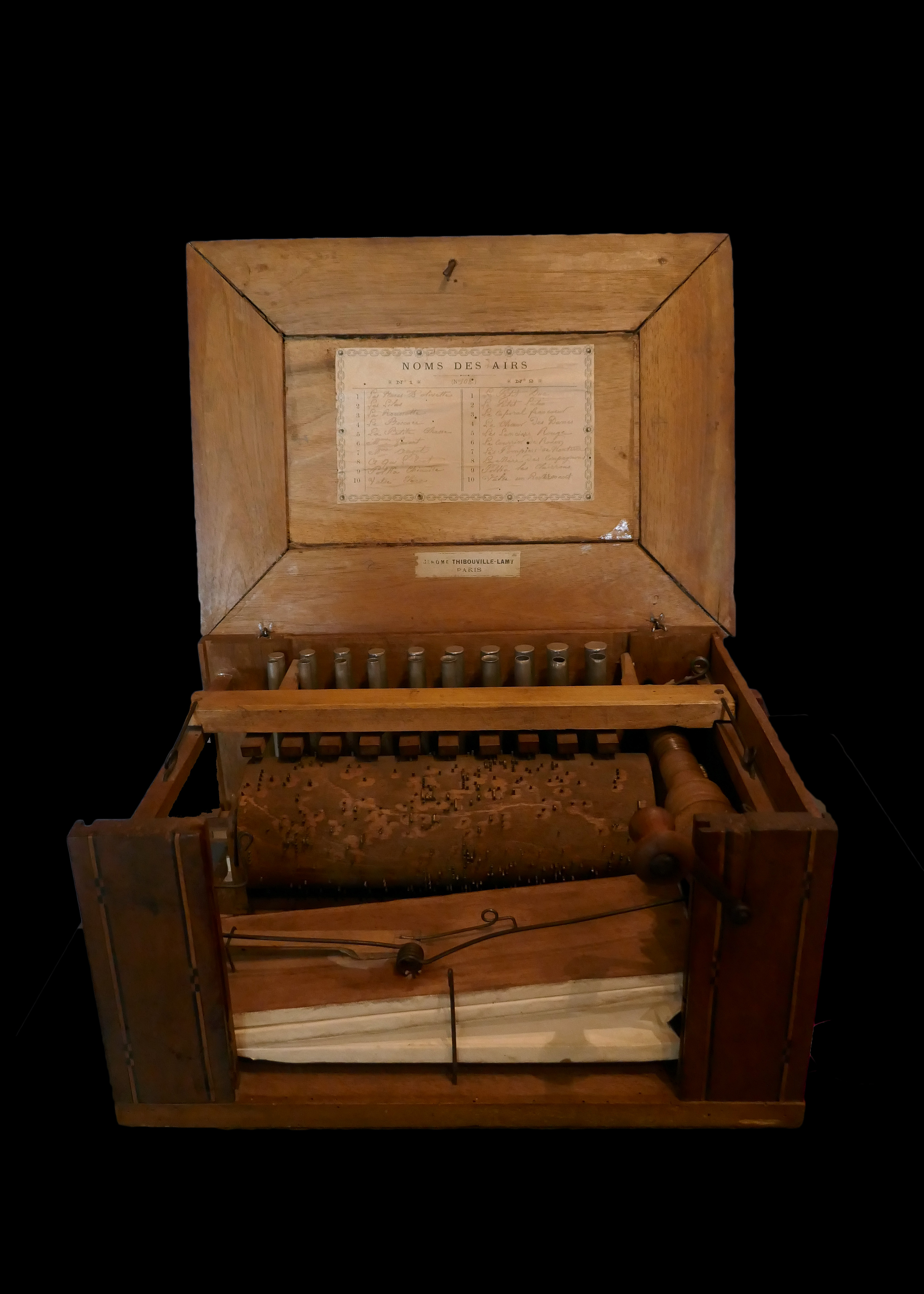
Merline.
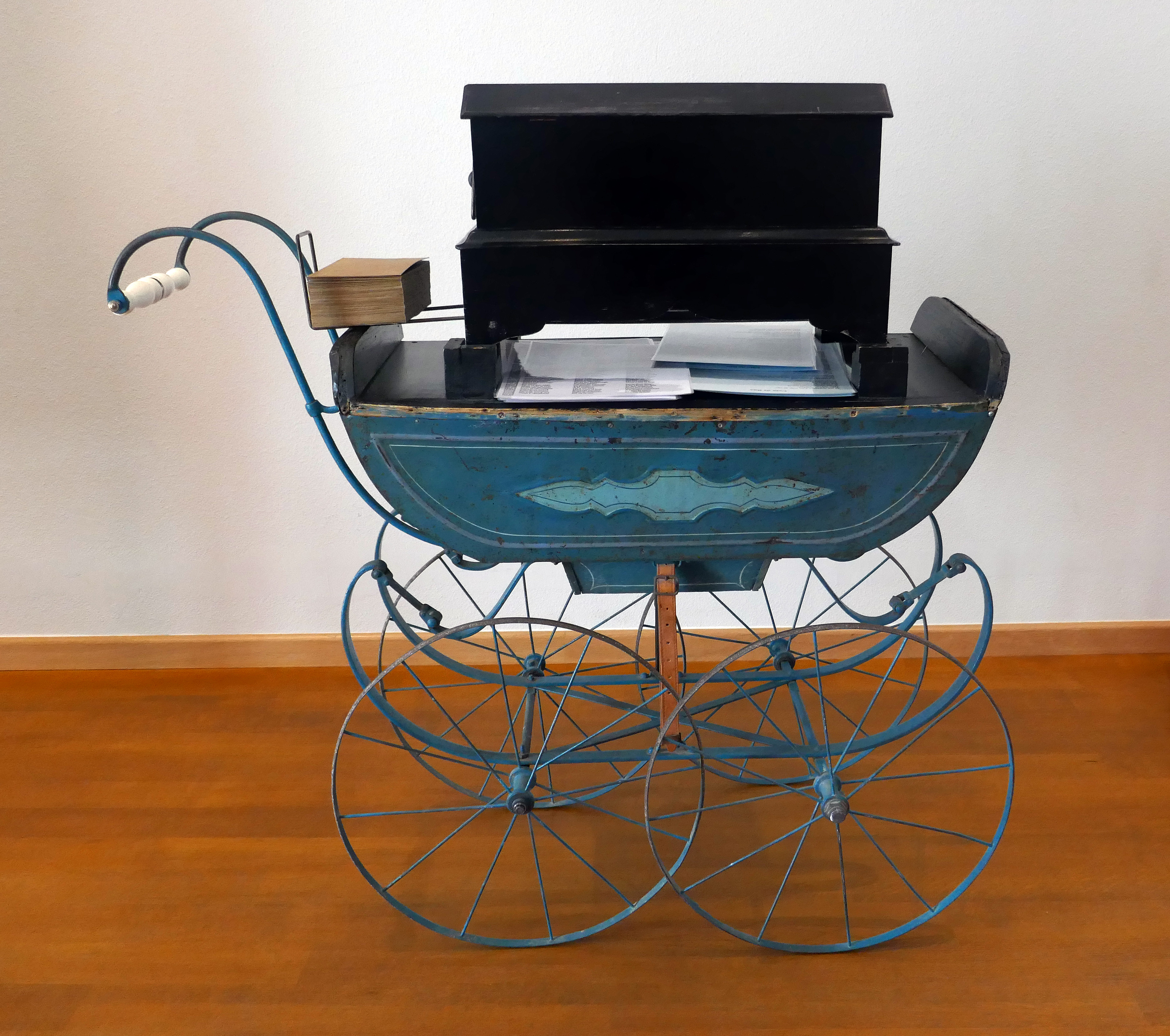
Organina, vers 1887.
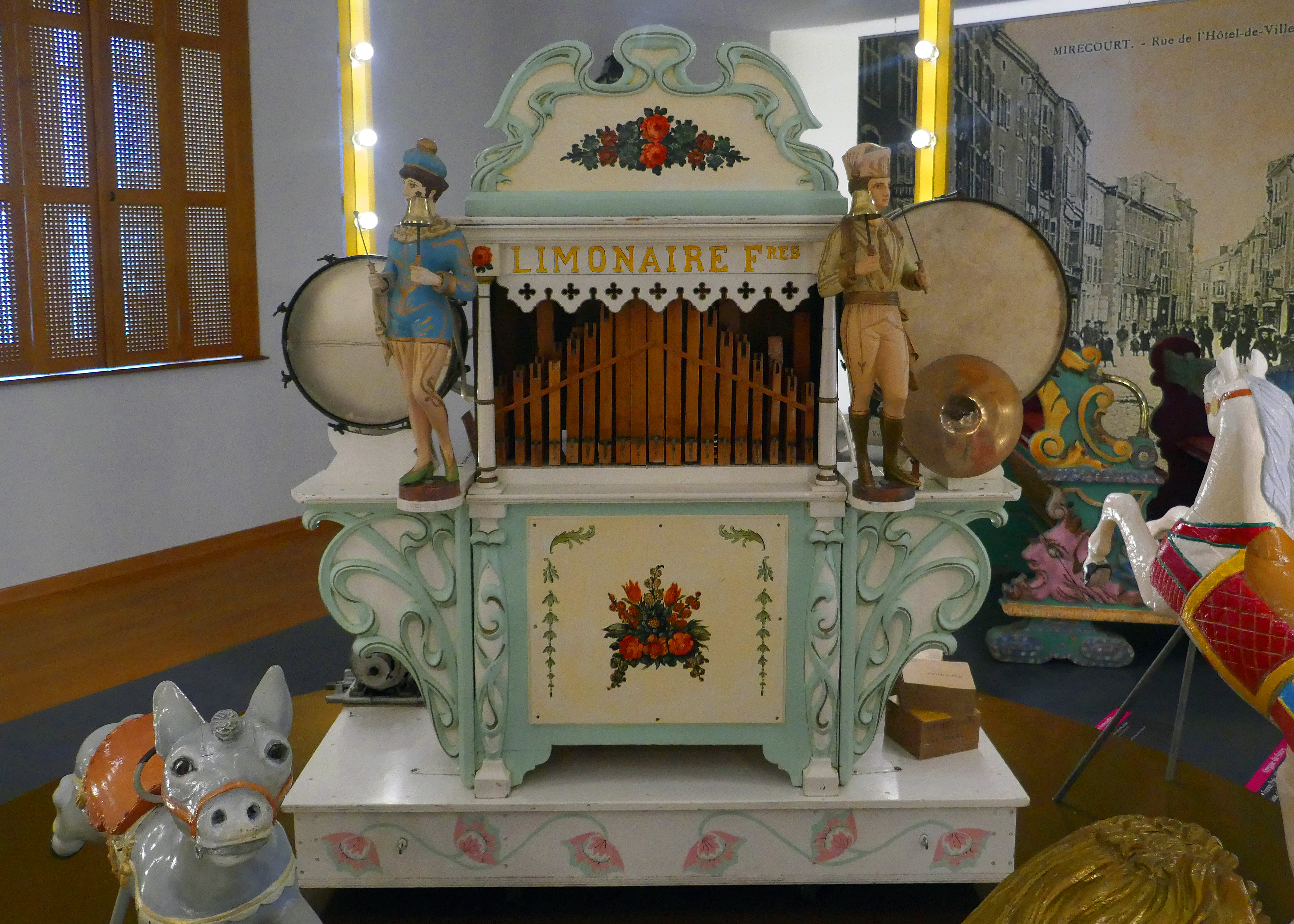
Orgue de foire Limonaire, 1905.
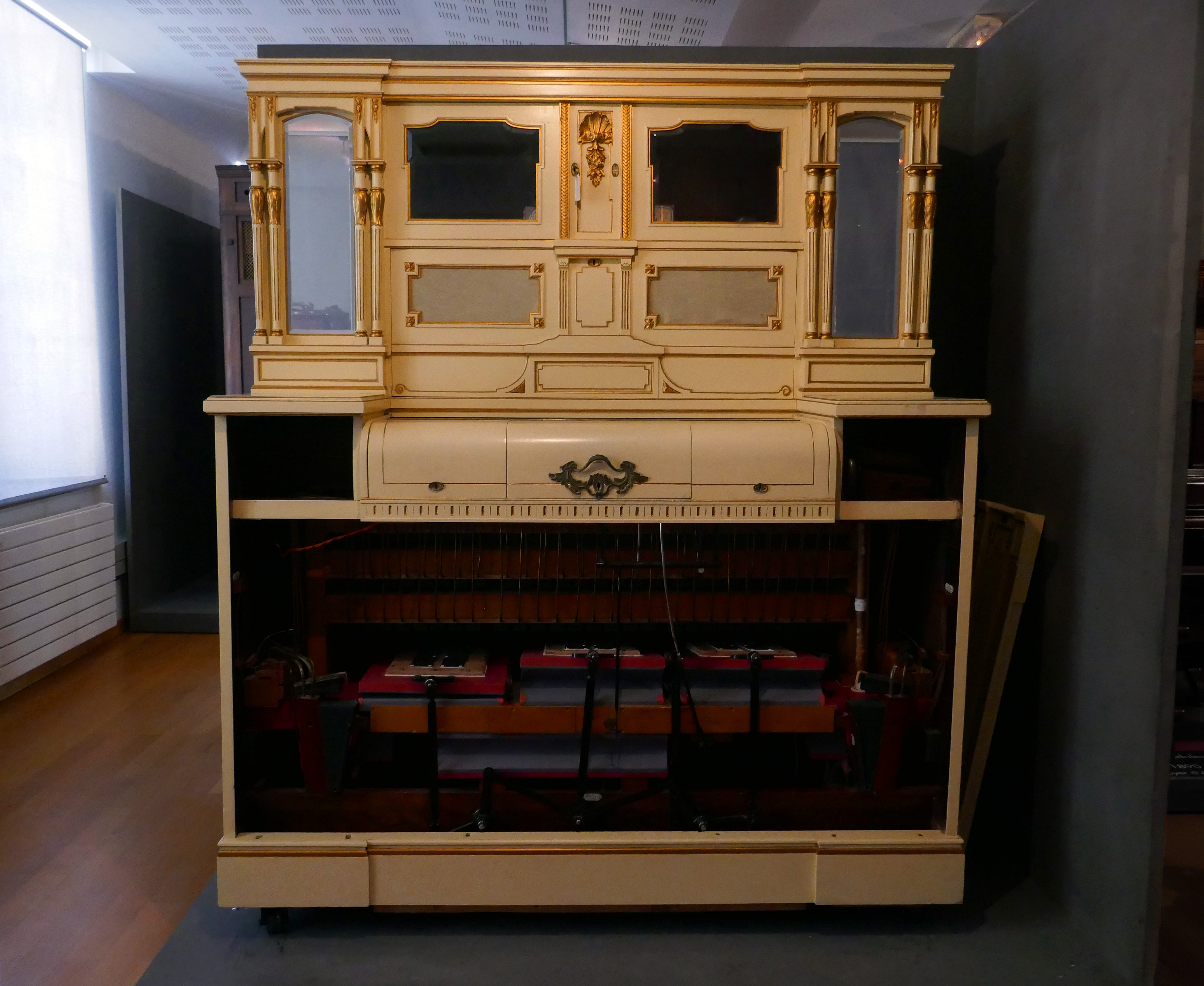
Piano Welte-Mignon, 1905.

### Dentelle de Mirecourt

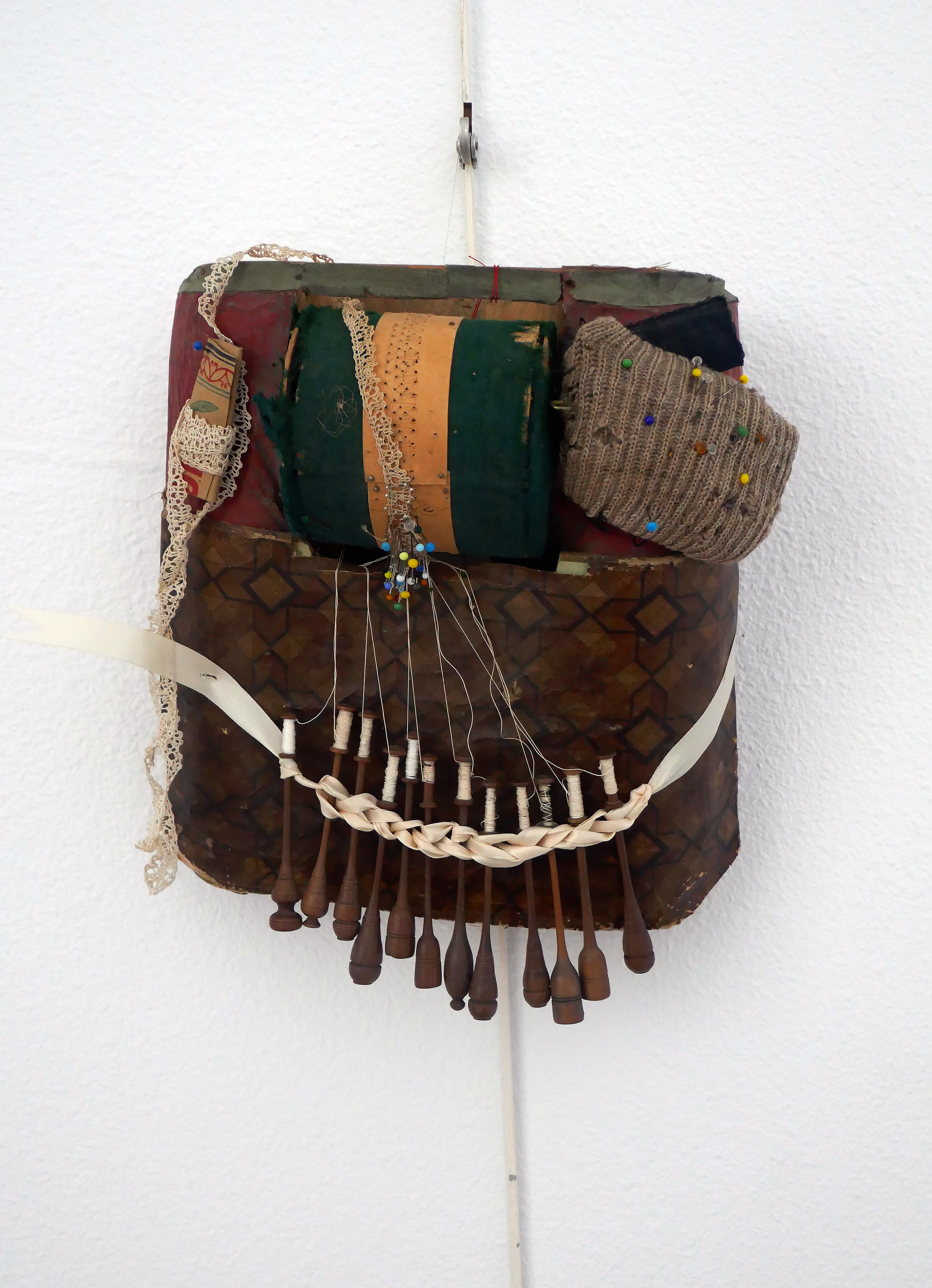
Métier pour la dentelle au mètre, fin XVIIIe  - début XIXe siècle.
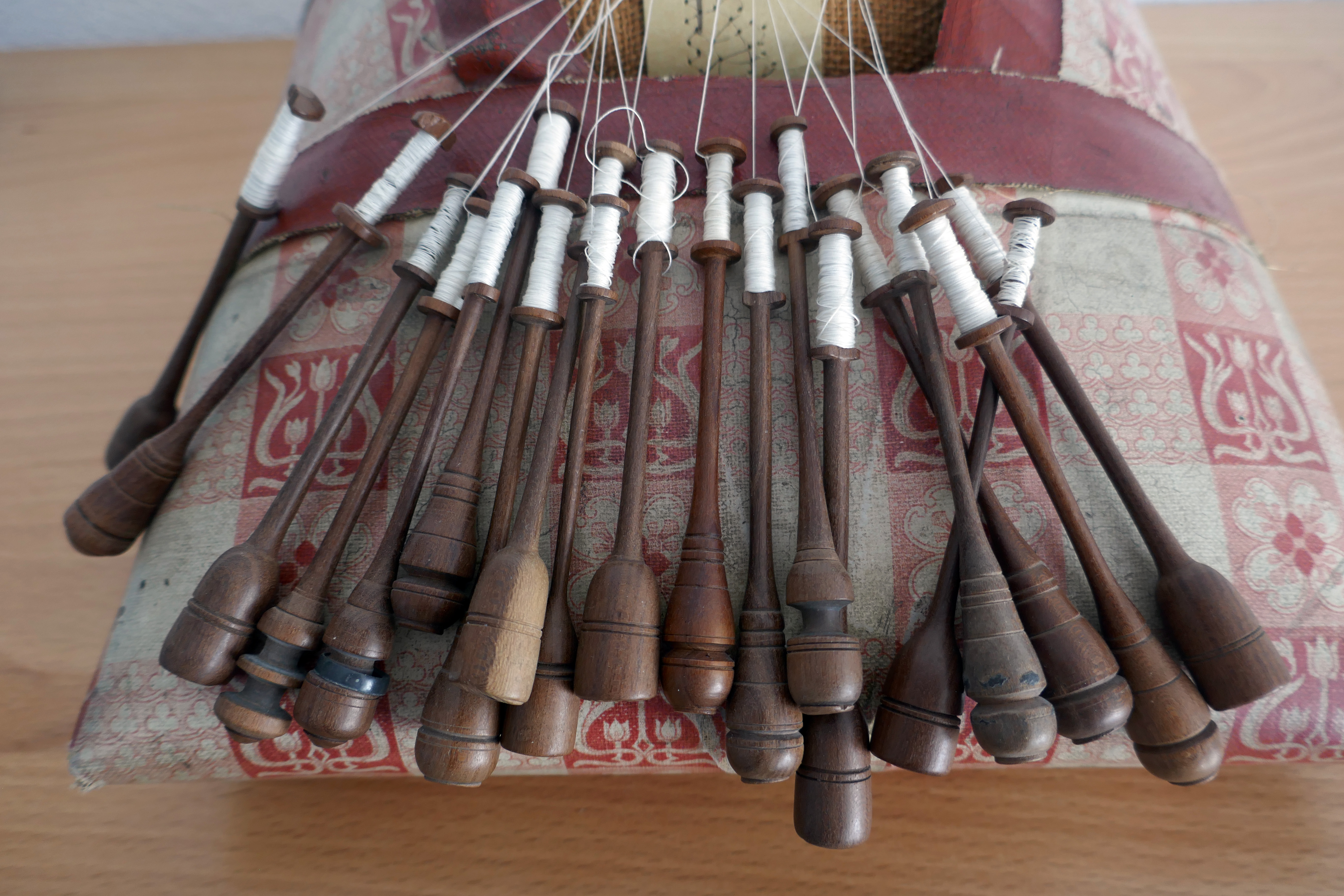
Fuseaux.
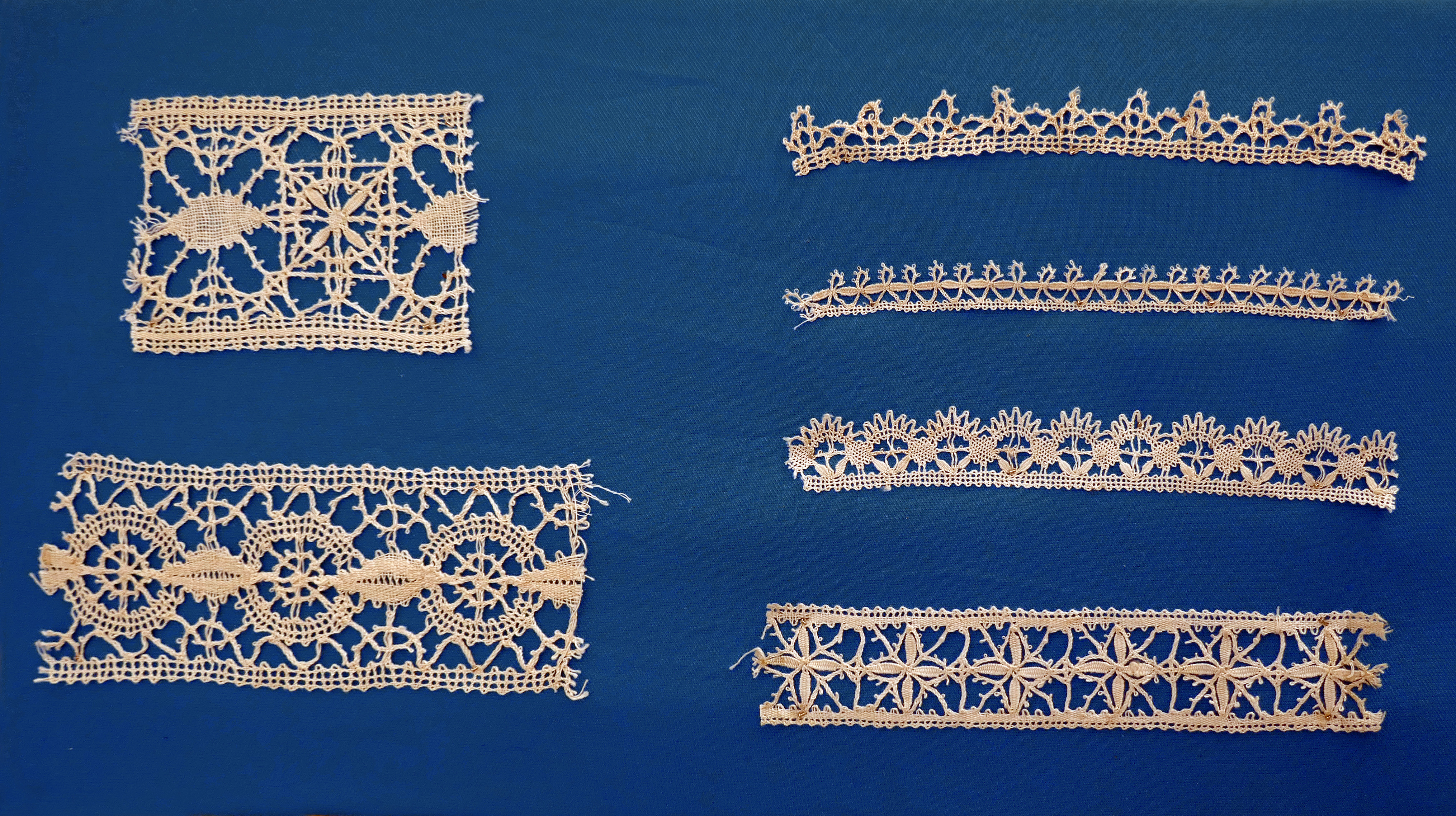
Échantillons de dentelle au mètre.
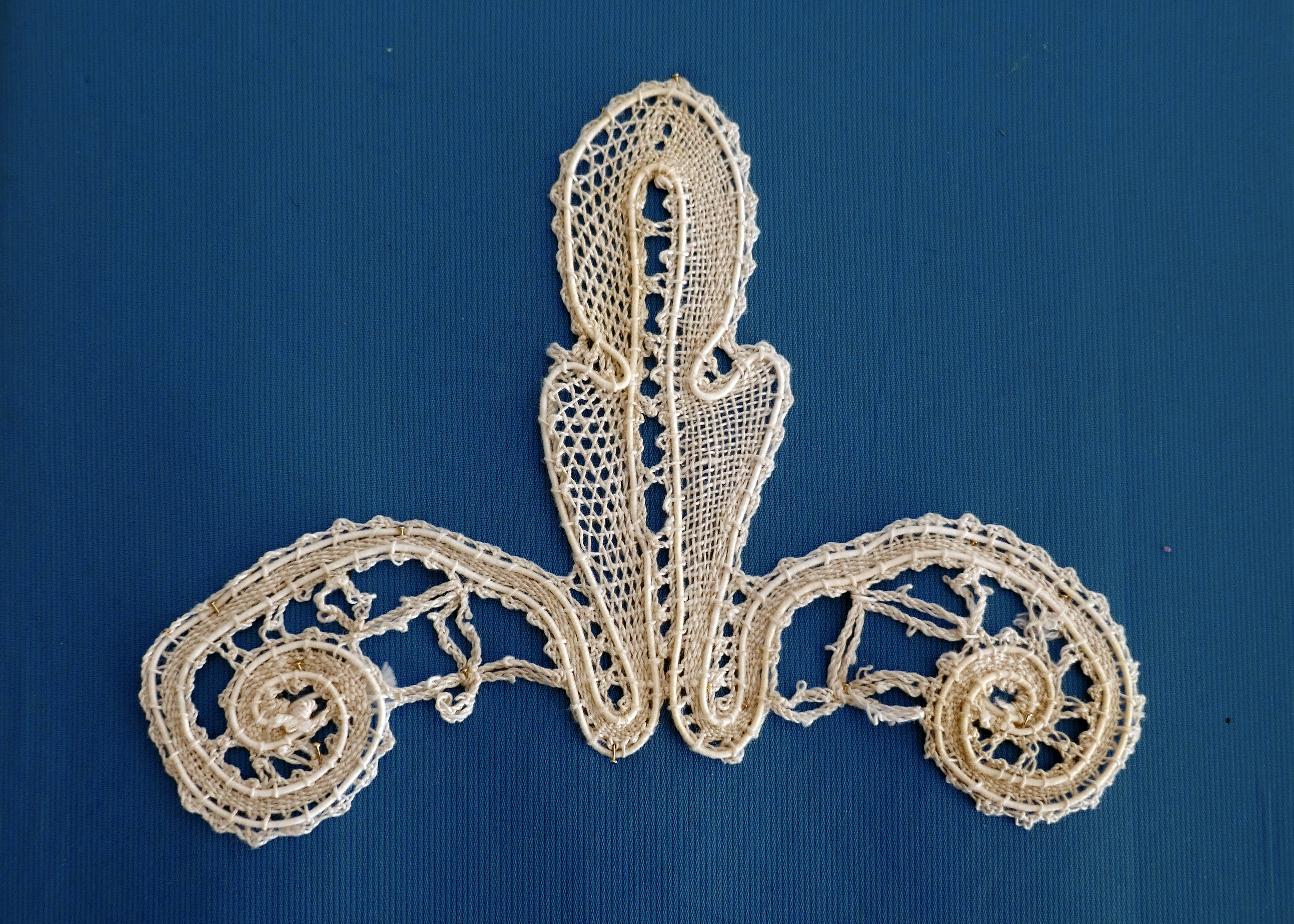
Motif de dentelle arabe.
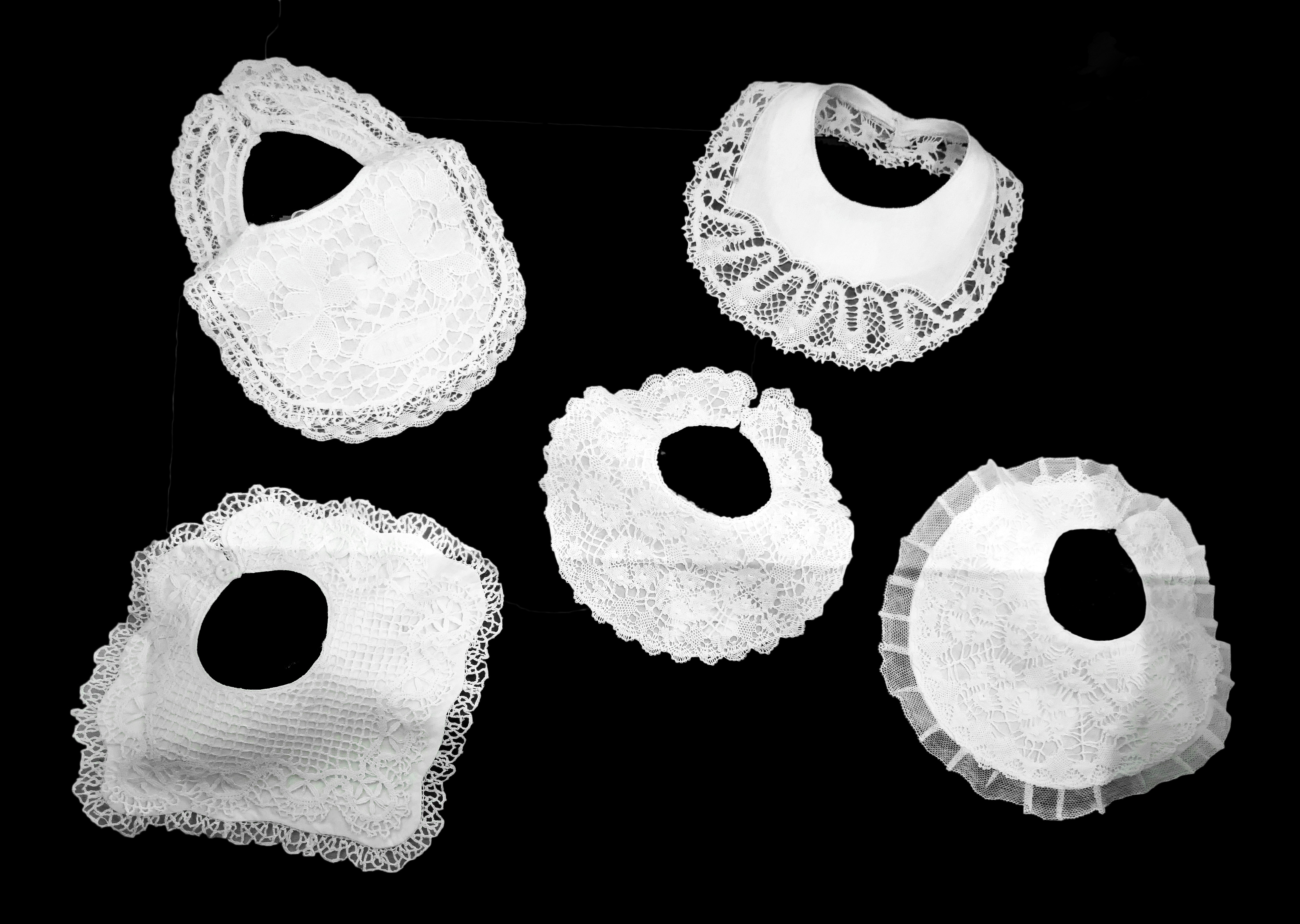
Bavoirs, vers 1900.

## Expositions

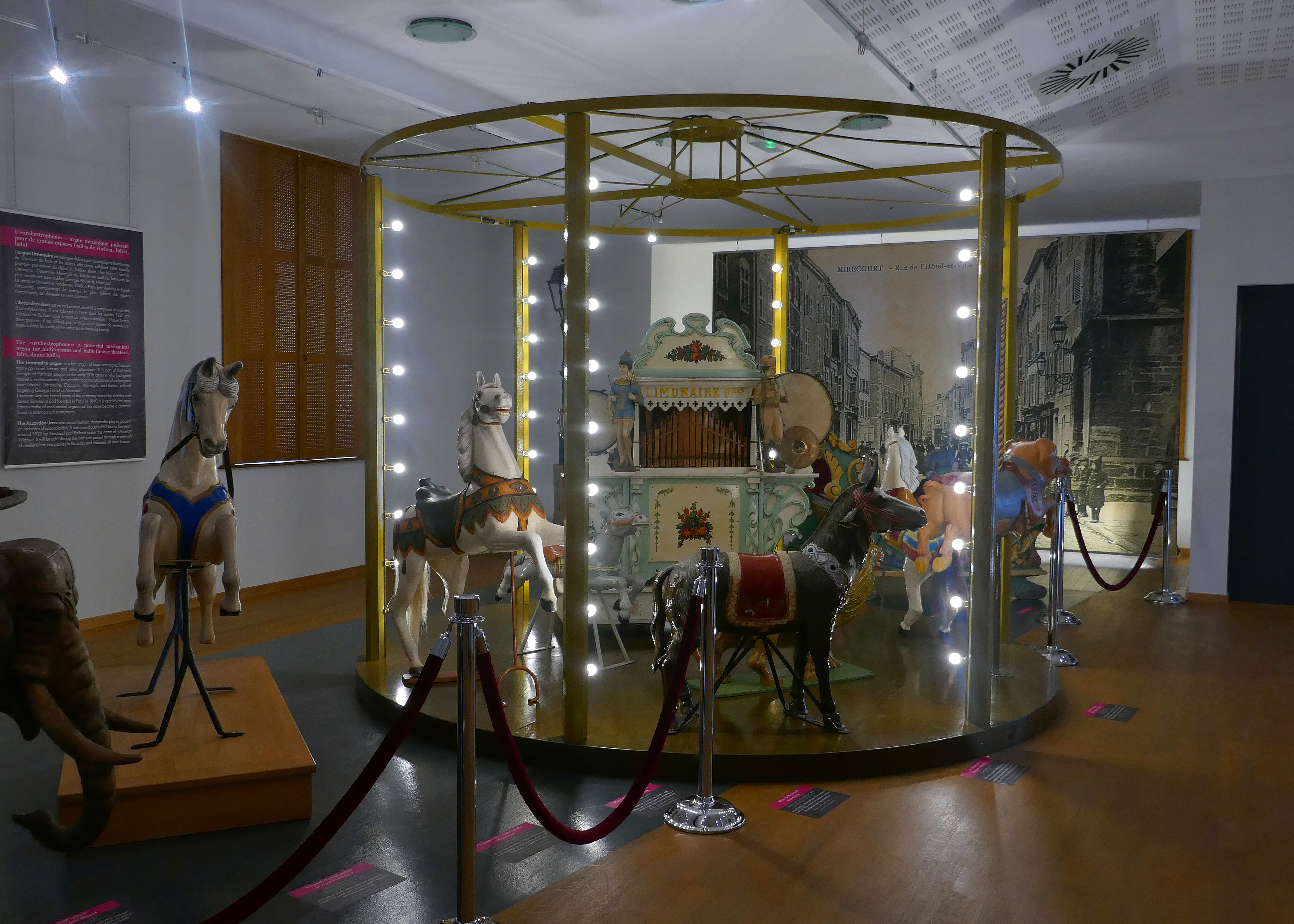
Exposition « Fête foraine, carrousel et Limonaire » en 2019.

Le musée organise des expositions temporaires, telles que « Fête foraine, carrousel et Limonaire » en 2019-2020.